# Manananggal
El manananggal ( tdl. ‘remover’   ) es una criatura mítica de Filipinas que es capaz de separar la parte superior del torso de la parte inferior de su cuerpo. Sus colmillos y alas les dan una apariencia de vampiro.

## Mitología
La palabra manananggal proviene de la palabra tagala tanggal, que significa "quitar" o "separar" y que literalmente se traduce como "removedor" o "separador". En este caso, "el que se separa". El nombre también proviene de una expresión utilizada para referirse a un torso cortado. Se describe al manananggal como aterrador, a menudo espantoso, generalmente representado como un ser femenino y siempre capaz de separar la parte superior del torso, desarrollar alas grandes parecidas a las de un murciélago para volar en la noche, con los intestinos colgando, en busca de sus víctimas. 
Se dice que el manananggal prefiere cazar mujeres embarazadas mientras duermen, usando una lengua alargada parecida a una probóscide para succionar fetos o la sangre. También persigue a los recién casados o a las parejas enamoradas y, a veces, a los niños recién nacidos. Como han sido dejadas en el altar, los futuros novios son uno de sus principales objetivos.  Cuando el torso se separa, la otra mitad del cuerpo queda de pié y es la parte más vulnerable de la criatura. Espolvorear sal, untar ajo machacado, prenderle fuego o esparcir ceniza sobre esta mitad es fatal para la criatura, ya que entonces el torso superior no podría volver a unirse y perecería al amanecer.   
El mito del manananggal es popular en las regiones Visayas de Filipinas, especialmente en las provincias occidentales de Capiz, Iloilo, Bohol y Antique. Existen diversos relatos sobre las características de un manananggal. El manananggal comparte algunas características con el vampiro del folclore balcánico, las criaturas del folclore de Visayas y los aswangs como su aversión al ajo, la sal y su vulnerabilidad a la luz solar.  También se sabía que evitaban las dagas, la luz, el vinagre, las especias y las colas de raya, que se pueden usar como un látigo.  Se pueden encontrar criaturas similares en los folclores de las naciones vecinas de Indonesia y Malasia . La provincia de Capiz es donde se originan muchas historias de manananggal, al igual que las historias de otros tipos de criaturas míticas, como fantasmas, duendes y demonios, conocidos genéricamente como aswangs . Se dice que aquí se han visto y que algunos lugareños creen en su existencia a pesar de la modernización.

## Relatos históricos
"El séptimo se llamaba magtatangal y su propósito era aparecerse a la noche a muchas personas, sin su cabeza y sin sus entrañas. De tal manera, el demonio caminaba y llevaba, o pretendía llevar, su cabeza a diferentes lugares y, a la mañana, regresaba a su cuerpo, manteniéndose, como antes, vivo. Esto me parece una fábula, pero los nativos afirman que lo han visto, porque el demonio así se los hizo creer. Esto ocurrió en  Catanduanes."
— Fr. Juan de Plasencia, Costumbres de los Tagalogs (1589)[6]

 

Brujo. Magtatangal. Dicen que vuela y come carne humana pero cuando levanta el vuelo no lleva mas que el medio cuerpo y por eso se llama así porque es de "tangal" que es desencajar y el tal desencaja la mitad del cuerpo y se la lleva consigo dejándose en casa el otro medio. Magtatangal. A witch. They say that it flies and eats human flesh, but when it flies, it only has half its body, and that is why it is called that because it's tangal which means that it can disengage, and he dislodges half of his body and carries the other half home.
— Fray Domingo de los Santos, Vocabulario de Lengua Tagala (1703)[7]

## Apariciones en cine y otros medios
- Manananggal (1927), dirigida por José Nepomuceno, fue la primera película de horror filipina. [3]Es una película muda, en la que Mary Walter interpreta al manananggal en su forma usual, con el torso separado. No se sabe mucho de la trama de la película.
- Manananggal vs. Mangkukulam (1960), dirigida por  Consuelo Osorio, es una película de horror comedia de Lea Productions, protagonizada por  Pugo, Lopito, Patsy, Chichay and Aruray.
- Mga Bata ng Lagim (1964), otra película de Consuelo Osorio, en la que se presentan ídolos del matinée adolescente "Sampaguita-VP All-Stars". Se muestra una escena relevante en la que German Moreno y Boy Alano se convierten en un manananggal tras aplicar aceite a sus cuerpos, después de lo cual cantan la popular canción folklórica paruparong bukid.
- En Lipad, Darna, Lipad! (1973), dirigida por Maning Borlaza, Gloria Romero interpreta a la respetable maestra Miss Luna, quien es, en secreto, una manananggal. También la protagoniza Vilma Santos.
- En Pagsapit ng Dilim (1975), Perla Bautista interpreta a una madre que engaña a su hija Gina Pareño para que se convierta en una manananggal como parte de sus ritos al alcanzar la edad adulta.
- Shake, Rattle &amp; Roll (1984) es la ṕrimera de una serie antológica de horror. En uno de los episodios, dirigido por Peque Gallaga, Herbert Bautista interpreta a un adolescente en una provincia remota. Se dice que un manananggal vive en la vecindad y sale a devorar gente. Su abuela le da la tarea de matar a la criatura. Al encontrar una forma de evitar que vuelva a su cuerpo, ahora debe sobrevivir la noche para proteger a su familia de los ataques de la criatura. Está también protagonizada por Irma Alegre y Mary Walter.
- En Impaktita (1989), Jean Garcia interpreta el papel de una joven cuya madre es una manananggal. Cuando ella cumple 18, se transforma durante la noche en una criatura salvaje que bebe sangre con el sonido inquietante de un murciélago, alimentándose de cualquier persona viva que pueda encontrar. Otros actores que trabajan sonRichard Gomez, Aga Muhlach, Gloria Romero, y Nida Blanca.
- En un episodio de Shake, Rattle & Roll IV (1992), una familia sin hogar y sus vecinos en la ciudad de Manila se ven acosados por los ataques de un manananggal. Un niño (IC Mendoza) sospecha que una monja (Aiko Melendez) es la criatura, pero nadie le cree. El niño comienza una desenfrenada carrera para probar sus sospechas antes de convertirse en su próxima víctima.
- Takot Ka Ba Sa Dilim? (1996) presenta una escena breve donde Marjorie Barretto interpreta a una joven que se convierte en una voraz manananggal durante la noche y caza a sus víctimas desprevenidas. Otros miembros del elenco son Angelu de Leon, Rica Peralejo, Bobby Andrews, Red Sternberg y Amanda Page.
- En Manananggal in Manila (1997), una manananggal que habla inglés Alma Concepcion) siembra el terror en Manila.
- Banzai Girl es una novela gráfica serializada de 2002, creada, escrita y dibujada por la artista filipina Jinky Coronado. El personaje principal (llamada igual que su creador) parece ser una chica ordinaria de escuela, pero tiene una conexión misteriosa con otras realidades. Cuando sus mundos comienzan a chocar, se ve obligada a luchar contra varios monstruos, entre los que se encuentra un voraz manananggal.
- Dayo: Sa Mundo ng Elementalia (2008) es una película animada dirigida por Robert Quilao. La trama gira alrededor de Bubuy (Nash Aguas) quien busca rescatar a sus abuelos que fueron secuestrados a las tierras de Elementalia. Aparece una manananggal amistosa y vegetariana llamada Anna (Katrina Legaspi) que se relaciona a otra especie distinta de murciélago que se alimentan de frutas, a diferencia de los sedientos de sangre del folclore. También actúa Pokwang.
- En el episodio % de "Island Lights" (The Island of Fire) de Marvel Anime: Blade (2011), Blade y sus compañeros se enfrentan a una versión mutada de una manananggal y sus víctimas mientras dan caza a Deacon Frost en la isla de Siquijor, provincia de las Filipinas.
- The Aswang Phenomenon (2011), dirijida por Jordan Clark, es una exploración documental del folclore alrededor de la figura de la aswang y sus efectos en la sociedad de Filipinas. La evolución y la historia del manananggal se explora desde un punto de vista antropológico, sexual y de cultura pop. Está producido por High Banks Entertainment Ltd., Entre el elenco, se encuentran Peque Gallaga, Rodolfo Vera y Maricel Soriano.
- En la novela erótica Melania: Devourer of Men (2018), se representa a  Melania Trump como una  manananggal que debe mantener su identidad en secreto una vez que su esposo se vuelve presidente. La novela se ha tratado en varios podcasts.  [4][5][6]
- En la serie de televisión Aso ni San Roque (2012), dirigida por Don Michael Perez, Fatima (Mona Louise Rey) es una niña ciega con un corazón de oro. Es la hija de una manananggal y un mortal. Su destino es terminar con la devastación de los Aswang en el mundo humano con ayuda de Anghel, la estatua de perro de San Roque que se ha animado milagrosamente. Muestra a Kanlaon (Gardo Versoza), el manananggal líder de los Aswang del Viento (o aswang del aire). Él amó y falló a Lourdes (LJ Reyes), una manananggal madre de Fatima.
- Fresh Meat (2013), una novela vinculada a la serie de televisión Supernatural de Alice Henderson, presenta a los personajes principales enfrentándose a una asang en las montañas de Sierra Nevada durante una ventisca. La criatura, en esta novela, chupa los órganos humanos a través de una probóscide e inserta partes de otros humanos a las víctimas y luego sella la herida. Los protagonistas fabrican un látigo con la púa de una raya en la punta y recubierto de especias para matar a la criatura.
- En Midnight Blue-Light Special (2013), el segundo volumen de la serie InCryptid de Seanan McGuire, el protagonista Verity Price mata a una manananggal en un hospital.
- El episodio "Si Esperanza, Ang Rebeldeng Manananggal" ("Esperanza, la manananggal rebelde")  (2014) de la serie de televisión filipina Elemento trata de Esperanza (Glaiza de Castro), una pediatra con dos hijos mortales, y su deseo por proteger a los niños y evitar la forma de vida de manananggal. El episodio está dirigido por Topel Lee, con Valerie Concepcion y Maria Isabel Lopez en el elenco.
- Nightfall: Escape (2016) de Zeenoh es el primer juego de horror filipino, un videojuego de supervivencia en primera persona en el que una manananggal es el principal antagonista.
- En Mommy Dearest (Grimm), el episodio 14 de la tercera temporada de la serie de televisión de drama sobrenatural Grimm y el episodio 58 en total, que se estrenó el 7 de marzo de 2014 emitido por NBC, presenta una Aswang que ataca a la amiga de la infancia en Filipinas, ahora embarazada, de Wu. Resulta ser que la amiga de Wu se casó con un aswang y la que la ataca es su suegra, quien afirma que morirá si no se come a su primer nieto.  [7]
- Ang Manananggal sa Unit 23B, una película de horror romántica hecha en 2016 y que se estrenó en 2017, se enfoca en una historia de amor de una mujer que es humana de día y una manananggal de noche. La actriz que la representa es Ryza Cenon, mientras que su interés romántico es interpretado por Martin Del Rosario.
- "Deadly Vows" de Keri Arthur tiene un manananggal que aterroriza recién casados en la reserva de Castle Rock.
- En el juego Shin Megami Tensei V, una manananggal se reveló como un nuevo demonio y el primer representante del folclore filipino en la serie de Shin Megami Tensei.[8]
- En el cuento corto M de Sarah Hall (publicado en Sudden Traveller en 2019[9]) el protagonista se convierte en una criatura que coincide con la descripción de una manananggal, aunque esto no está confirmado.
- En la colaboración del grupo global Katseye con Monster High (Monster High song 2025) la idol y cantante filipina Sophia Laforteza representó la figura de un Manananggal en el videoclip.
- En la novela de fantasía oscura Segmentado (2025), de J. A. Díaz, uno de los protagonistas es un manananggal.

## Otros términos y versiones
- Aswang: es un término genérico y puede referirse a todo tipo de monstruos (generalmente necrófagos, hombres bestia y vampiros) y brujas (mangkukulam), etc.
- Tik-tik: a los manananggals a veces se les llama tik-tik, por el sonido que hacen al volar. El folclore cuenta que cuanto más débil sea el sonido, más cerca está el manananggal. Esto es para confundir a la víctima. Los gatos negros y los cuervos a menudo señalan la presencia de un tik-tik y se supone que las caras o cuerpos deformados en los niños son signos de las secuelas de un ataque de tik-tik.

## Lectura adicional
- Alip, Eufronio Melo (1950). Political and Cultural History of the Philippines. Philippines.
- Ramos, Maximo D. (1971). Creatures of Philippine Lower Mythology. Philippines: Phoenix Publishing. ISBN 978-971-06-0691-7.
- Eugenio, Damiana (2002). Philippine Folk Literature: The Legends. Philippines: University of the Philippines Press. p. 490. ISBN 978-971-542-357-1.
- Garcia, Jessie B. (2004). A Movie Album Quizbook. Iloilo City, Philippines: Erehwon Books & Magazine. ISBN 978-971-93297-0-1.
- Eugenio, Damiana (2007). Philippine Folk Literature: An Anthology (2nd edición). Philippines: University of the Philippines Press. p. 498. ISBN 978-971-542-536-0.
- Bane, Theresa (2010). Encyclopedia of Vampire Mythology. USA: McFarland & Company, Inc. ISBN 978-0-7864-4452-6.
- Cruz, Neal (31 de octubre de 2008). «As I See It: Philippine mythological monsters». Philippine Daily Inquirer.